# Cantón de Lignières
El cantón de Lignières era una división administrativa francesa, que estaba situada en el departamento de Cher y la región de Centro-Valle de Loira.

## Composición
El cantón estaba formado por nueve comunas:
- Chezal-Benoît
- Ineuil
- La Celle-Condé
- Lignières
- Montlouis
- Saint-Baudel
- Saint-Hilaire-en-Lignières
- Touchay
- Villecelin

## Supresión del cantón de Lignières
En aplicación del Decreto n.º 2014-206 de 21 de febrero de 2014, el cantón de Lignières fue suprimido el 22 de marzo de 2015 y sus 9 comunas pasaron a formar parte del nuevo cantón de Châteaumeillant.